# Боулдеринг
Боулдеринг (англ. bouldering) — вид скалолазания — серия коротких (5—8 перехватов) предельно сложных трасс.
Название происходит от английского «boulder» (валун), bouldering — лазание по валунам.
На соревнованиях, проводимых по французской системе, на каждую трассу и на отдых между ними дают несколько минут (как правило, 4—6). Спортсмен может использовать неограниченное количество попыток. На трассе присутствует зо́на (бонус) и топ. Используют гимнастическую страховку и специальные маты — крэш пэды.

## История
Этот вид скалолазания был изобретён в штате Колорадо, в городке Боулдер, где в пригороде — множество каменных глыб высотой в среднем 3—6 метров. Именно фестивали по прохождению огромного количества придуманных маршрутов и переросли в современные соревнования по боулдерингу.
Для развития этого вида не требуется высоких стен, достаточно высоты в 4—5 метров. По популярности в мире боулдеринг успешно конкурирует с лазанием на трудность.
Близость выступающих (по сравнению с другими видами скалолазания) позволяет зрителям лучше видеть эмоции спортсменов, заряжаться их энергией.
В 2014 году существовало 12 боулдеринговых маршрутов на естественном рельефе наивысшей категории сложности V16 (8c+), которые могут пройти лишь немногие спортсмены в мире.
В октябре 2016 года финский скалолаз Налле Хуккатайвал прошёл первый в мире боулдеринговый маршрут сложностью V17 (9а) — Burden of Dreams; затем маршрут смогли пройти еще три скалолаза — Уилл Боси, Симон Лоренци и Элиас Иагнемма. Всего на 2024 год насчитывается 6 боулдеринговых маршрутов уровня V17 (9а).

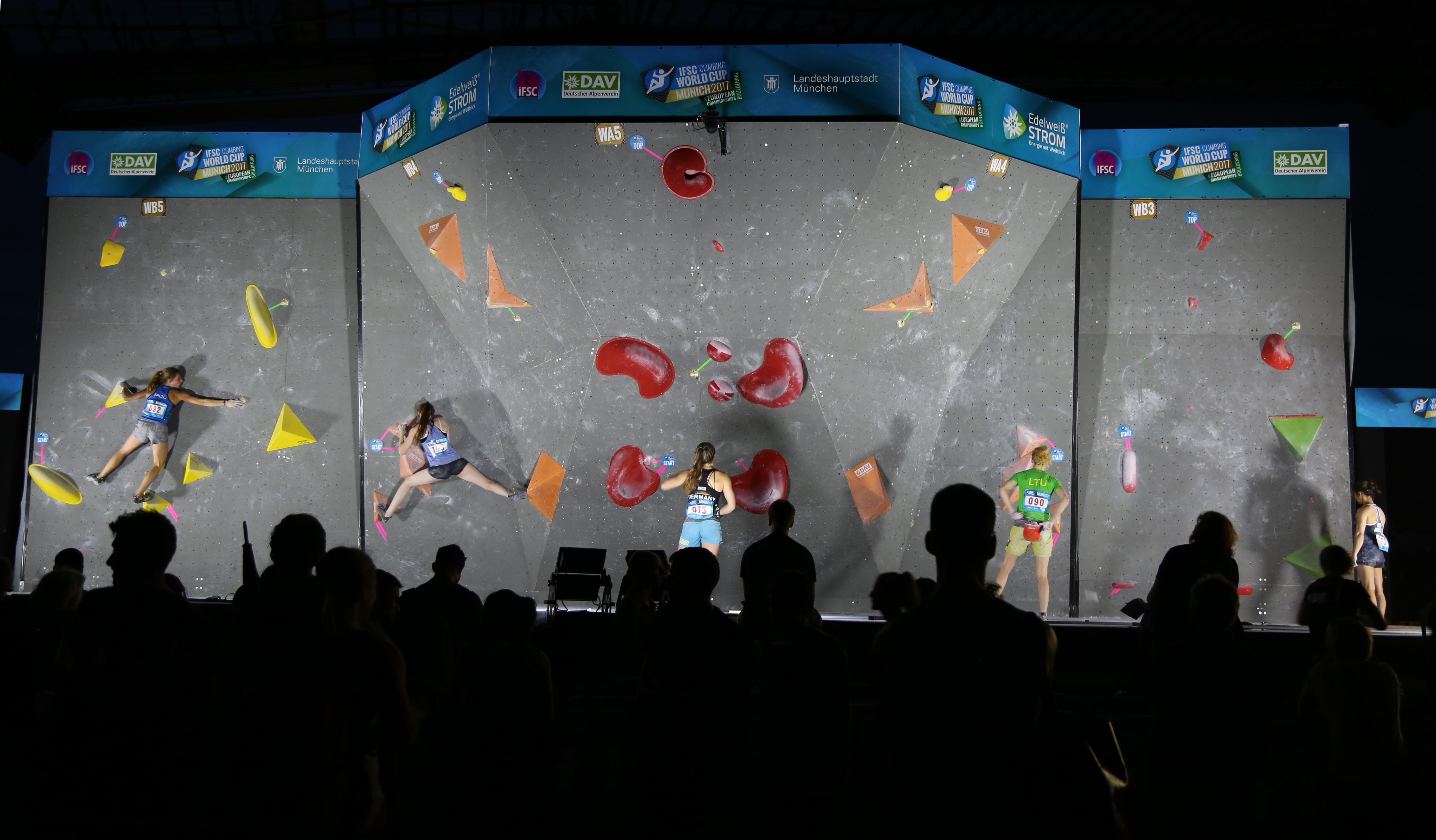
Соревнования по боулдерингу Boulder Worldcup 2017
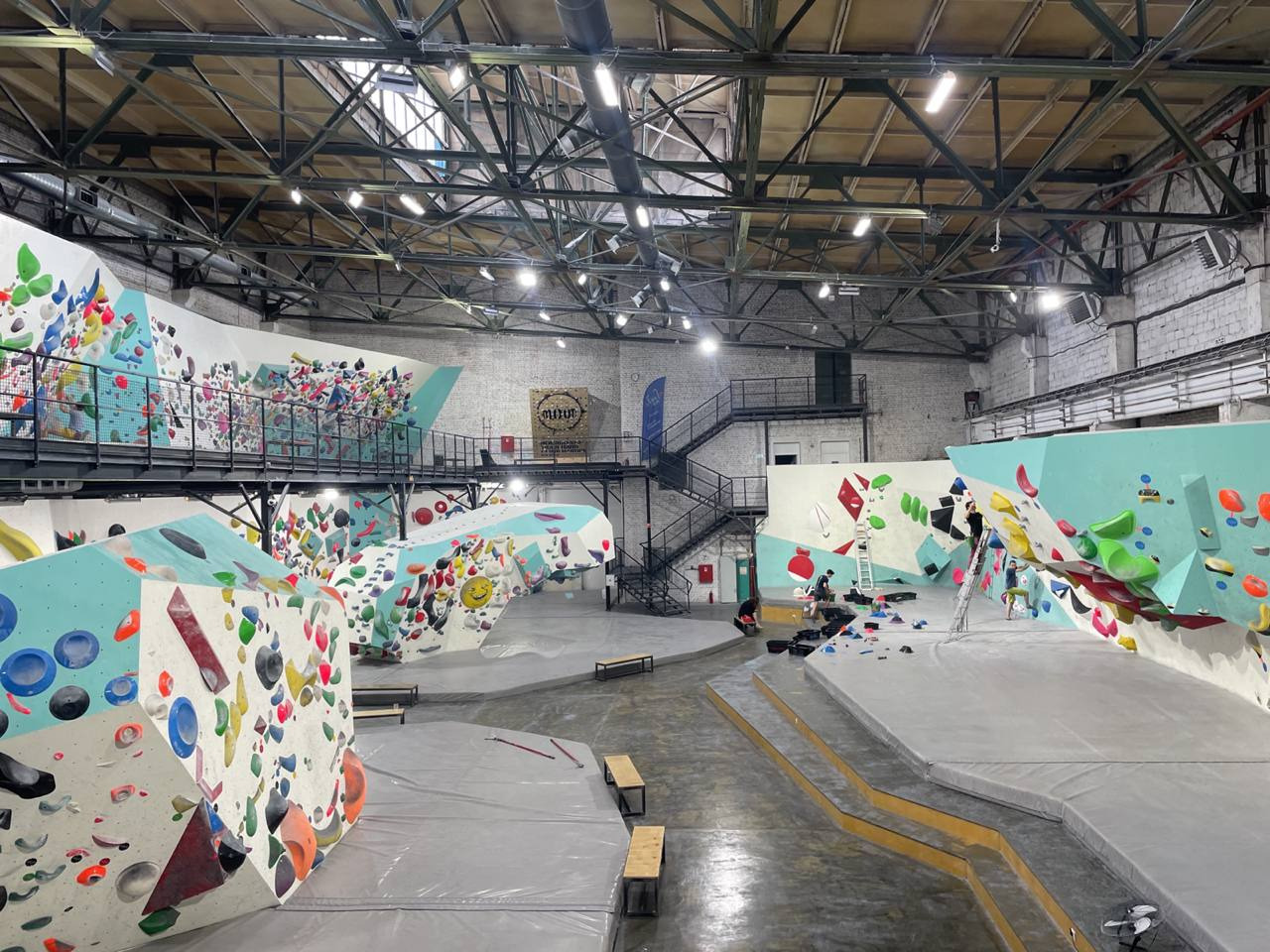
Боулдеринговый скалодром, Санкт-Петербург, Россия
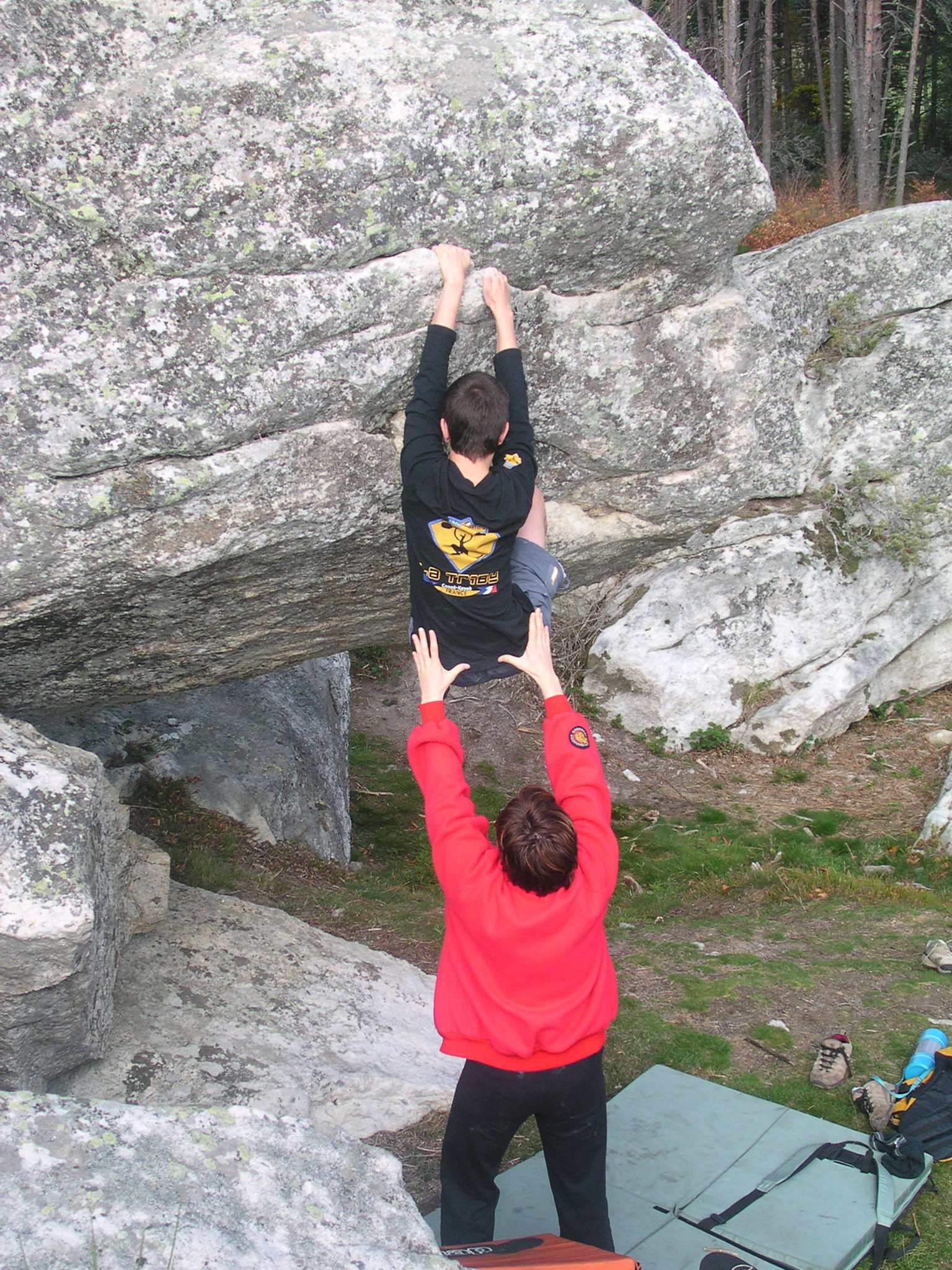
Тренировка по боулдерингу с организацией гимнастической страховки
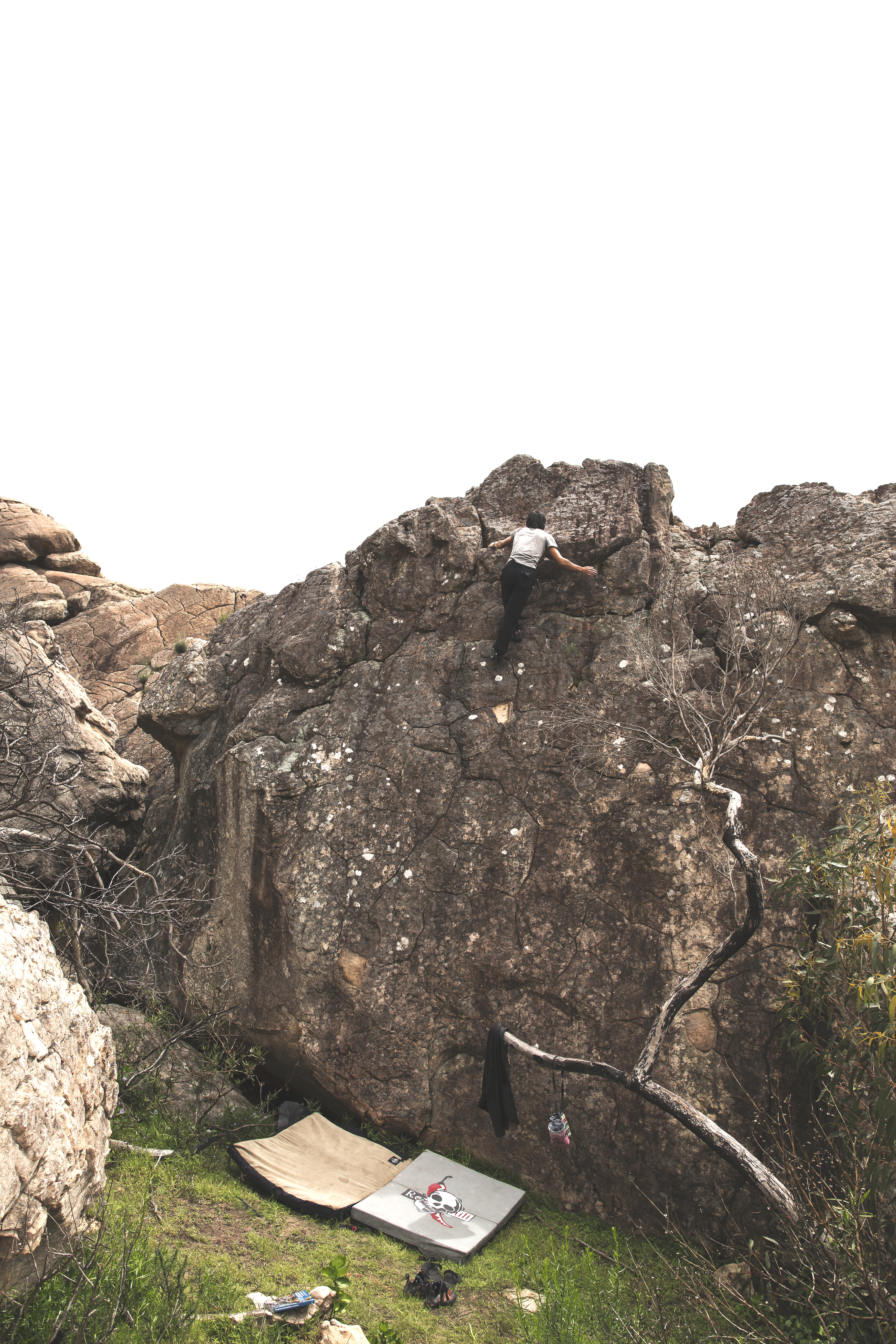
Хайболл-боулдеринг — боулдеринг с большой высотой трасс, близкий в фри-соло